# Jim McCluskey
James ("Jim") McCluskey (Stewarton, 1 november 1950 – 14 november 2013) was een Schots voetbalscheidsrechter. Hij floot van 1984 tot 2000 in de Scottish Football League en de Scottish Premier League.
McCluskey leidde twee Schotse bekerfinales, in 1993 en 2000. Ook floot hij de tweede partij van de UEFA Cupfinale 1994 tussen Internazionale en Casino Salzburg, waarin de Nederlandse middenvelder Wim Jonk tekende voor het enige doelpunt van de wedstrijd. McCluskey zwaaide in 2000 af op 49-jarige leeftijd. Zelf speelde hij voetbal voor Airdrie United FC.
McCluskey overleed op 14 november 2013, dertien dagen na zijn 63e verjaardag.

## Interlands
| Datum             | Wedstrijd              | Uitslag | Competitie        | Kreeg geel | Kreeg voor de tweede keer geel en dus rood | Weggestuurd |
| ----------------- | ---------------------- | ------- | ----------------- | ---------- | ------------------------------------------ | ----------- |
| 15 mei 1990       | Engeland – Denemarken  | 1 – 0   | Vriendschappelijk | ?          | ?                                          | ?           |
| 25 september 1991 | Faeröer – Denemarken   | 0 – 4   | EK-kwalificatie   | 4          | 0                                          | 0           |
| 17 mei 1992       | Engeland – Brazilië    | 1 – 1   | Vriendschappelijk | ?          | ?                                          | ?           |
| 23 maart 1994     | Duitsland – Italië     | 2 – 1   | Vriendschappelijk | ?          | ?                                          | ?           |
| 17 mei 1994       | Engeland – Griekenland | 5 – 0   | Vriendschappelijk | ?          | ?                                          | ?           |
| 12 oktober 1994   | Noorwegen – Nederland  | 1 – 1   | EK-kwalificatie   | 2          | 0                                          | 0           |
| 16 november 1994  | Spanje – Denemarken    | 3 – 0   | EK-kwalificatie   | 2          | 0                                          | 0           |
| 29 maart 1995     | Israël – Frankrijk     | 0 – 0   | EK-kwalificatie   | ?          | ?                                          | ?           |
| 26 april 1995     | Litouwen – Italië      | 0 – 1   | EK-kwalificatie   | ?          | ?                                          | ?           |
| 6 juni 1995       | Brazilië – Japan       | 3 – 0   | Umbro Cup         | ?          | ?                                          | ?           |
| 6 september 1995  | Duitsland – Georgië    | 4 – 1   | EK-kwalificatie   | 2          | 0                                          | 0           |